# Jáder Pimentel
Jáder Soares Pimentel (João Pessoa, 6 de Dezembro de 1938 - 25 de Novembro de 2018) foi um advogado e político brasileiro, filiado ao PSDB. Foi prefeito de Guarabira, na Paraíba entre 1993 e 1996 pelo PDT.

## Biografia
Nascido em João Pessoa, a 6 de dezembro de 1938, filho de João de Farias Pimentel Filho e de Alda Soares Pimentel. Formou-se em direito Faculdade de Direito do Recife, em 1964. 

## Carreira Política
Com a cassação dos deputados Sílvio Porto e Osmar de Aquino, grandes líderes guarabirenses, em 1969, foi candidato a deputado estadual pela extinta legenda da ARENA, sendo eleito no pleito de 15 de novembro de 1970, com uma expressiva votação.
Durante sua primeira legislatura – 1971/1975 – conseguiu recursos para a construção das dependências do Quartel do IV Batalhão da Polícia Militar da Paraíba, com Sede em Guarabira, e do Conjunto Residencial “Assis Chateaubriand”. 
Foi candidato a deputado estadual novamente nos pleitos de 1974,1978 e 1986. Disputou três eleições para o cargo de Prefeito de Guarabira: Em 1982 foi derrotado pelo engenheiro Zenóbio Toscano, em 1988 por Roberto Paulino, vencendo o Pleito Eleitoral de 1992, cuja candidata era Léa Toscano, do PMDB que disputava sua primeira eleição.
Exerceu as funções de superintendente do Instituto de Previdência do Estado da Paraíba – IPEP durante o Governo Wilson Braga de 1983 a 1987, quando foi responsável pela construção do Conjunto Residencial “Valentina Figueiredo”, localizado na Capital do Estado. 

## Prefeito deGuarabira
Durante o seu governo como prefeito de Guarabira, de 1993 a 1995 pelo PDT adotando o slogan “Já é um novo tempo”.
Apoiado pelo então Deputado Federal Francisco Evangelista, Jáder desfilia-se do PDT, e filia-se ao PPR(extinto), conseguindo assim governabilidade e apoio à emendas federais destinadas ao município de Guarabira, como a construção do CAIC (Centro de Atendimento Integral a Criança e o Adolescente), no bairro do Nordeste.

## Último cargo
O último cargo público ocupado por Jáder Pimentel foi o de Procurador-Geral do Município de Guarabira, nomeado pelo prefeito Zenóbio Toscano, antigo adversário político. 
1. 1 2  http://expressopb.com/2016/04/zenobio-anuncia-dr-jader-no-psdb-de-guarabira-e-preve-mesma-chapa-de-2012-em-time-que-se-ganha-nao-se-mexe/
2. ↑  «Cópia arquivada» (PDF). Consultado em 5 de outubro de 2016. Arquivado do original (PDF) em 5 de outubro de 2016